# Helmi (Vorname)
Helmi ist ein überwiegend weiblicher Vorname.

## Herkunft und Bedeutung
Als weiblicher Vorname handelt es sich bei Helmi um eine finnische und schwedische Variante von Helma oder um einen finnischen Namen mit der Bedeutung „Perle“.
Als männlicher Vorname handelt es sich um eine finnische und deutsche Koseform verschiedener Namen, die das Element hjalm „Helm“, „Schutz“ beinhalten.

## Verbreitung
Der Name Helmi ist überwiegend in Finnland verbreitet, kommt aber auch in Schweden vor. Dabei wird er deutlich häufiger an Frauen als an Männer vergeben.

## Varianten
Für Varianten: siehe Helma#Varianten

## Namensträger
Weibliche Namensträger
- Helmi Biese (1867–1933), finnische Landschaftsmalerin
- Helmi Boxberger (* 1950), deutsche Schwimmerin
- Helmi Gasser (1928–2015), Schweizer Kunsthistorikerin und Autorin
- Helmi Höhle (1924–2012), deutsche Florettfechterin
- Helmi Kuusi (1913–2000), finnische Malerin und Grafikerin
- Helmi Mäelo (1898–1978), estnische Journalistin und Schriftstellerin
- Helmi Mareich (1924–2009), österreichische Schauspielerin
- Helmi Ohlhagen (* 1967), deutsche Künstlerin und Malerin

Männliche Namensträger
- Helmi Mihçi (* 1978), niederländischer Fußballspieler